# Mercedes-Benz MB 100
La Mercedes-Benz MB 100 es una furgoneta mediana introducida en 1981, manufacturada por el fabricante alemán Mercedes-Benz en la fábrica que tiene en Vitoria, en el País Vasco en el norte de España. Su predecesora fue la Mercedes-Benz N1300.
El 1987, Daimler-Benz presentó los nuevos modelos de furgonetas serie MB 100-180 en la isla de Mallorca, diseñados para cargas útiles de entre 1000 y 1900 kg, disponibles como una camioneta, furgoneta y combi. La furgoneta fue reelaborada y actualizada técnicamente y su diseño actualizado. Todos los modelos de 1987 en adelante fueron impulsados por un nuevo motor diésel OM 616 de 2.4 litros con 72 CV (53 kW), también utilizado en el modelo Mercedes-Benz W123-240D.
En 1995 se inicia bajo licencia de Mercedes-Benz la fabricación en Corea del Sur, el MB 100 fue equipado con un frontal alargado y un radiador inclinado, cuya intención, entre otras cosas, era la de mejorar la seguridad en caso de colisión.
En Alemania el MB 100 fue ofrecido entre 1988 y 1995 como una extensión de la gama de Daimler-Benz de vehículos comerciales. El MB 100 fue sustituido por el Mercedes-Benz Vito.

## Historia
El sello distintivo de la MB 100 era una cabina adelantada (diseño frontal) con un motor instalado longitudinalmente debajo de los asientos, con tracción delantera y una carrocería no autoportante sobre un bastidor tubular, y los conjuntos más importantes suministrados por Daimler-Benz datan de 1963 con el diseño de la subsidiaria española Industrias del Motor S.A. (IMOSA) de la furgoneta de reparto DKW F1000 L basada en la predecesora DKW F89 L. Para todos los efectos, la MB 100 fue un niño de Auto Union, que fue propiedad de una planta allí, en el norte de España. Después de haber sufrido varios cambios de manos, esta planta finalmente llegó enteramente bajo el paraguas de Daimler-Benz —el Grupo había adquirido Auto Union en 1959—. En Alemania, la MB 100 comenzó su carrera como una furgoneta de 2,8 t de peso bruto (con una carga útil de 1050 kg), y en España estaba disponible con hasta 3,5 t de peso bruto.

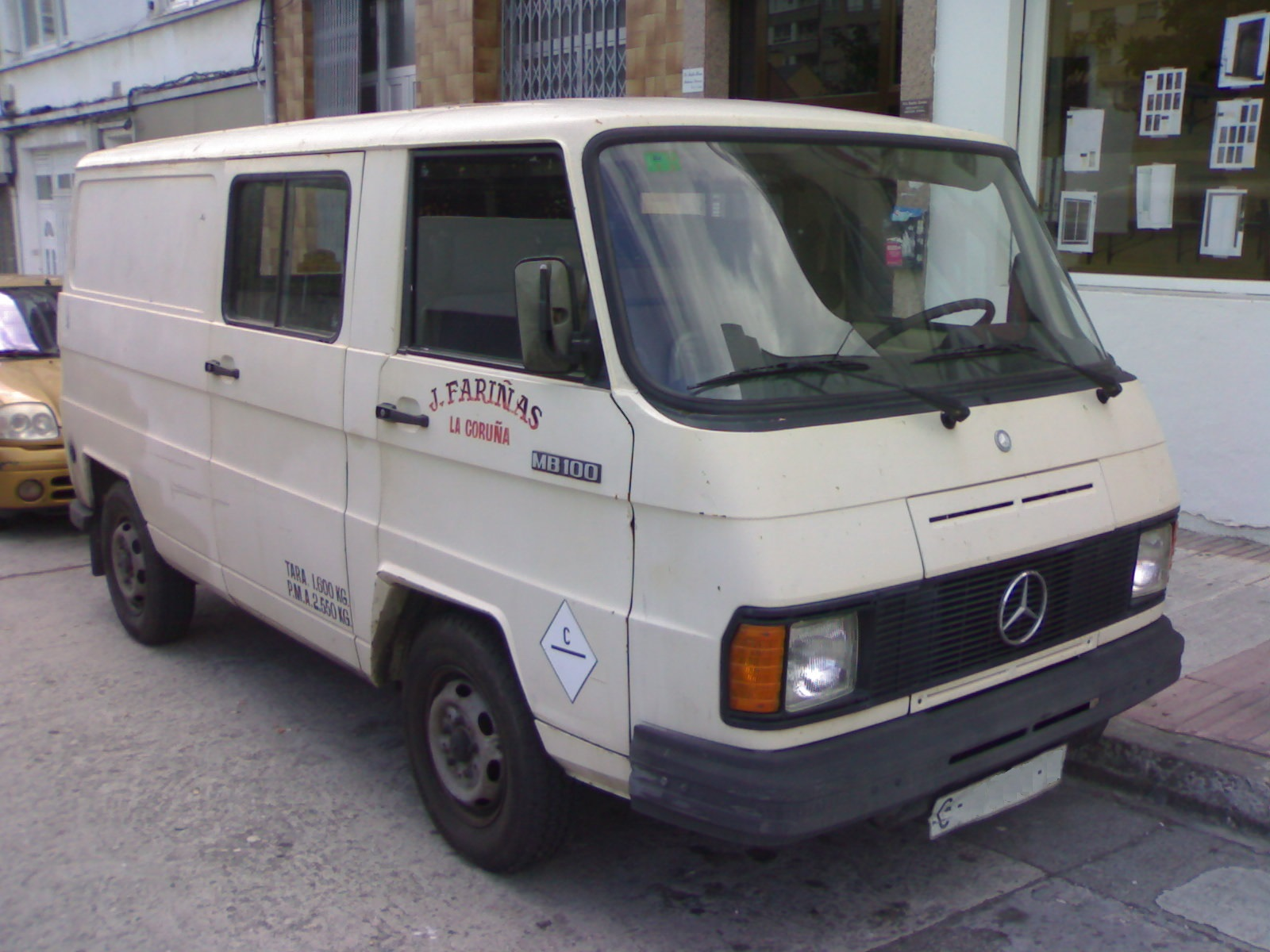
Mercedes-Benz MB 100 (1981-1987, España).
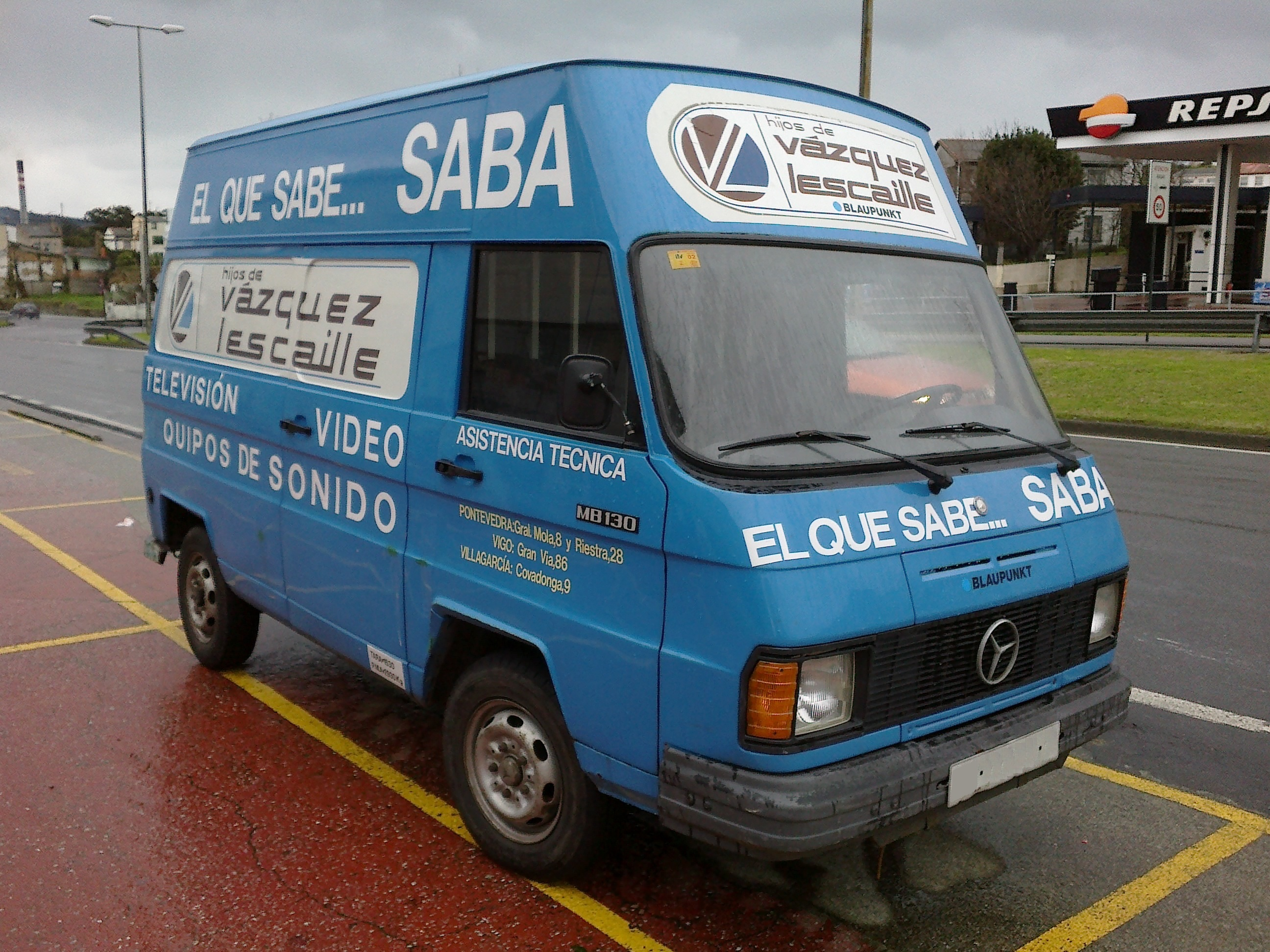
Mercedes-Benz MB 130 (1981-1987, España).
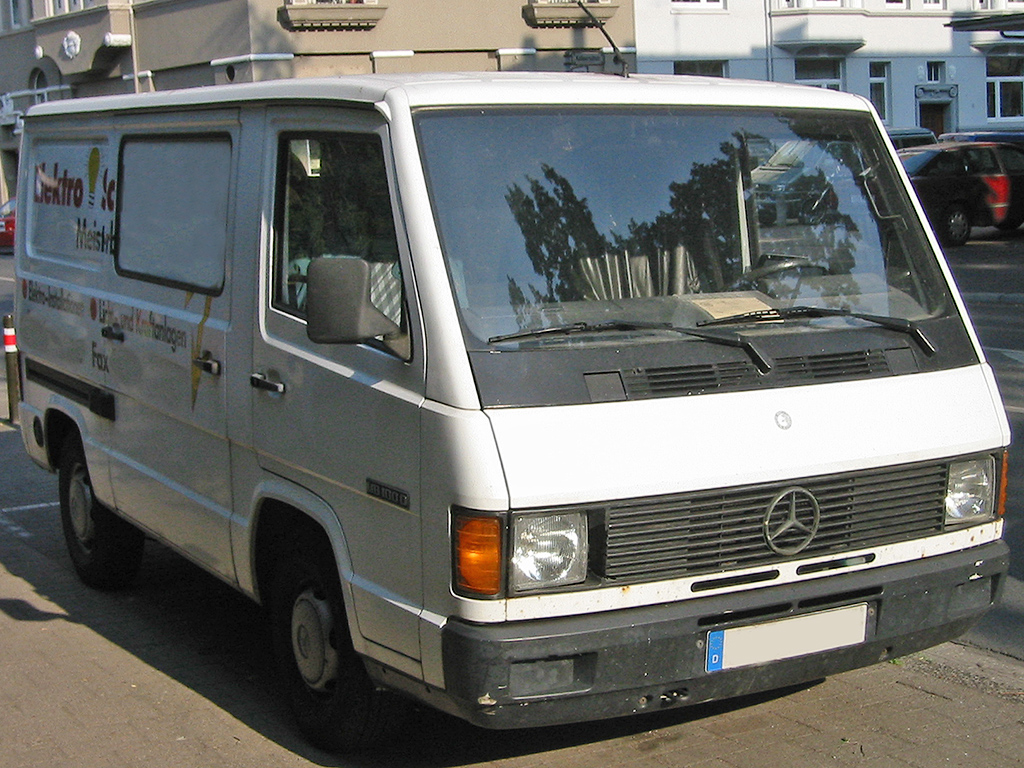
Mercedes-Benz MB 100 (1987-1992, España).
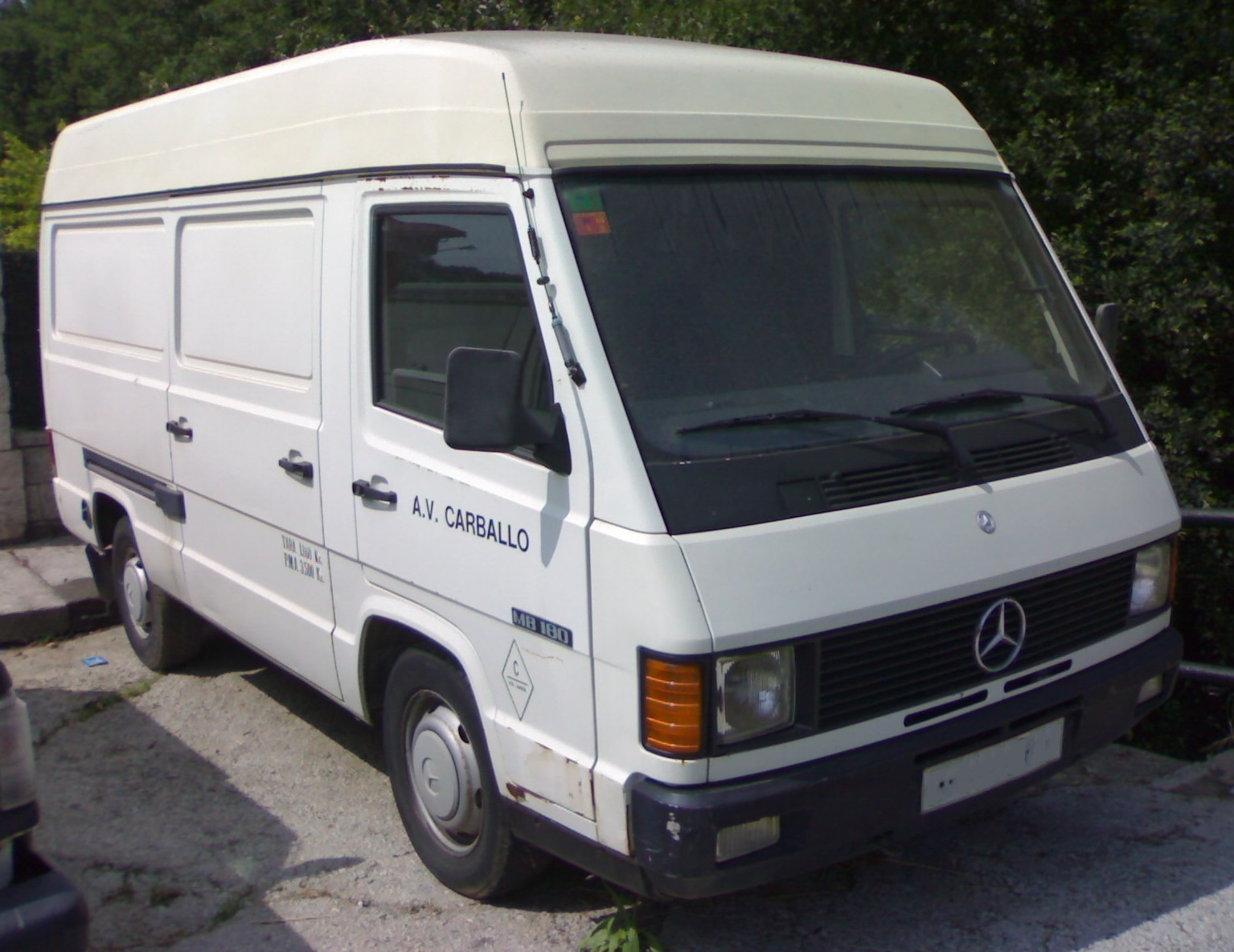
Mercedes-Benz MB 180 (1987-1992, España).

## MB 100 y MB 140 (1995-2004)
Tras el cese del MB 100 en España en 1995, la producción, pero con una carrocería de Asia, se inició bajo licencia de Mercedes-Benz en Corea del Sur en la fábrica de SsangYong, estos modelos gozaron de gran aceptación en Sudamérica, África y en los mercados de Asia y del Pacífico.
La MB 100 y la MB 140 se fabrican como furgón cerrado o con vidrios parcial y combi de 9, 12 y 15 asientos. La distancia entre ejes en la MB 100 es de 2455 mm, y en la MB 140 de 2680 mm. En el interior se dispone de un volumen de carga de 5,7 o 7,3 m³, y 1,2 y 1,4 t. de carga útil respectivamente. La gama de motorización incluye versiones entre 79 hp (58 kW) y 122 hp (90 kW).
En el 2004 el grupo chino Shanghai Automotive Industry Corporation (SAIC) adquirió un 51% de las acciones de SsangYong y produjo una versión renombrada de la variante de pasajeros llamada Istana.

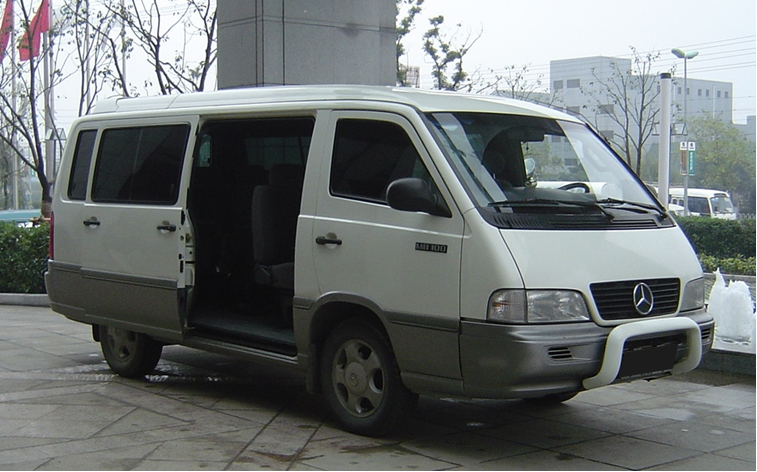
Mercedes-Benz MB 140D (1995-2003, Corea del Sur).
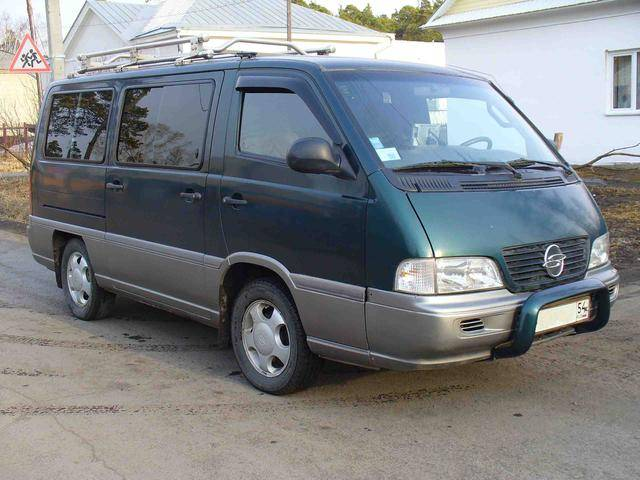
SsangYong Istana (2004-presente, China).

## MB 100 D AMG
Hacia 1986 el todavía preparador externo AMG presenta en el Salón del automóvil de Fráncfort su versión del Clase E, posteriormente apodada como Hammer. Junto a él, también se mostró una unidad del MB 100 D modificada. Su aspecto variaba en la inclusión de una calandra delantera con faros redondos dobles a cada lado y en aditamentos aerodinámicos como alerones y faldones. También equipaba unas llantas de aleación de 15 pulgadas. Mecánicamente no tuvo una preparación específica, sino que se tomó una modificación ya existente del mismo motor en otro modelo, que aumentaba la potencia de los 72 cv originales hasta los 95.
Estuvo lejos de ser un éxito comercial, pero se consiguieron vender algunas unidades en los mercados centroeuropeos.